# 芹蒢县
芹蒢縣（越南语：／），又作芹滁縣，是越南胡志明市下辖的一个县。面积705.21平方公里，2019年总人口71000人。
联合国教科文组织列入人与生物圈计划的芹蒢紅樹林位于芹蒢县境内。

## 地理
芹蒢县东接巴地头顿省富美市，北接同奈省仁泽县，西北接茹𦨭县，西接隆安省芹湥县，西南接前江省鹅贡东县，南临南中国海。

## 历史
1976年2月，沿海县隶属同奈省管辖，下辖安泰东社、平庆社、芹盛社、同和社、隆盛社、里仁社、三村合社、新盛社、盛安社9社。后来，新盛社并入盛安社，同和社和隆盛社合并为隆和社。
1978年12月29日，同奈省沿海县划归胡志明市管辖。
1991年12月18日，沿海县更名为芹蒢县。
2003年11月5日，芹盛社改制为芹盛市镇。

## 行政区划
芹蒢县下辖1市镇6社，县莅芹盛市镇。
- 芹盛市镇（Thị trấn Cần Thạnh）
- 安泰东社（Xã An Thới Đông）
- 平庆社（Xã Bình Khánh）
- 隆和社（Xã Long Hòa）
- 里仁社（Xã Lý Nhơn）
- 三村合社（Xã Tam Thôn Hiệp）
- 盛安社（Xã Thạnh An）